# Aron Stanisavljevic von Wellenstreit
Aron Stanisavljevic von Wellenstreit (Sirmia, 1753 – Petrovaradin, 18 agosto 1833) è stato un militare austriaco. Fu attivo durante le guerre rivoluzionarie francesi e le guerre napoleoniche. 

## Biografia
Nacque nel 1753 a Marowitz in Sirmia. Proveniente da una famiglia di origine serba, il padre era il comandante del battaglione Csaikisten. Stanisavljevic studiò all'Accademia del Genio di Vienna ed in seguito si arruolò nell'esercito imperiale, combattendo nella guerra di successione bavarese nei due anni successivi. Inizialmente aggregato allo stesso battaglione del padre, dove ottenne una prima promozione a tenente nel 1784, venne spostato nel corpo dei pontonieri nel 1785. Venne impiegato in Baviera ed in Tirolo tra il 1785 ed il 1787, poi fu spostato nei Balcani a causa del nuovo conflitto con l'Impero ottomano. Terminata la guerra, Stanisavljevic, ormai capitano, venne spostato sul fronte italiano, dove ebbe l'opportunità di distinguersi nel 1796 durante la traversata austriaca dell'Adige. Tra il 1799 ed il 1803 la sua carriera ebbe un'improvvisa accelerata: venne promosso maggiore, tenente colonnello e comandante del proprio battaglione.
Dopo essere stato promosso a colonnello nel 1809, venne catturato in battaglia e trasferito in Francia come prigioniero di guerra. Liberato, tornò in Austria, dove nel 1813 divenne maggior generale. Di lì a poco, fu destinato a guidare una delle brigate dell'esercito del generale Hiller destinato ad invadere l'Italia. Inizialmente posto nell'ala destra, Stanisavljevic scese dall'Alta Austria verso il Tirolo, dove ottenne dei successi nei pressi di Calliano e di Marco. Tentò più volte di entrare in Lombardia passando per la Val Trompia ma, sebbene dei successi iniziali, ogni suo tentativo fu vanificato dai franco-italiani. Solo dopo la resa delle forze di Eugenio, riuscì finalmente ad entrare a Brescia.
Il 29 gennaio 1815 fu insignito della Croce di Commendatore dell'Ordine imperiale di Leopoldo e nello stesso anno fu messo a capo di una brigata nella regione di Vinkovci, in Slavonia. Negli anni successivi fu trasferito a Zagabria e promosso a tenente maresciallo nel 1825. Nel 1828, fu elevato a Freiherr con il predicato nominale di von Wellenstreit. Su sua personale richiesta, fu trasferito da Koniggratz a Peterwardein, dove continuò a svolgere l'incarico di comandante della fortezza dal 1831 al 1833, anno del suo pensionamento. Morì a Peterwardein qualche mese dopo. Fu sepolto nella cripta di famiglia presso il monastero di Kovilja.